# Lowo Khenchen Sönam Lhündrub
| Tibetische Bezeichnung                                       |
| ------------------------------------------------------------ |
| Tibetische Schrift: གློ་བོ་མཁན་ཆེན་བསོད་ནམས་ལྷུན་གྲུབ་                |
| Wylie-Transliteration: glo bo mkhan chen bsod nams lhun grub |

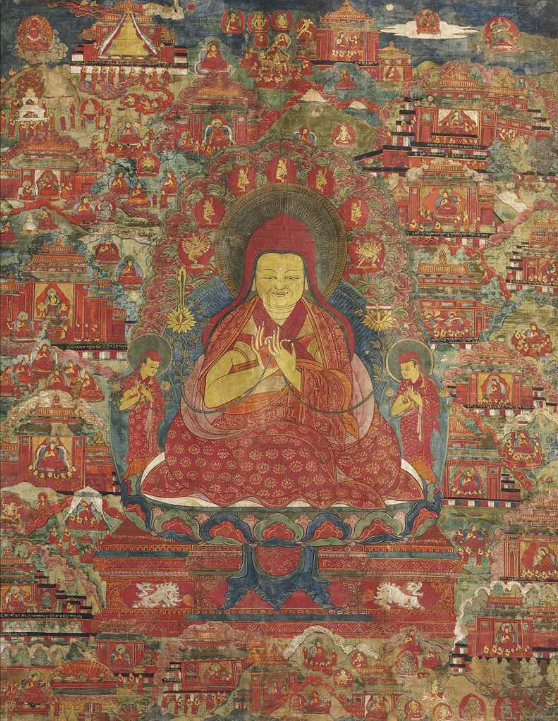
Lowo Khenchen Sönam Lhündrub

Lowo Khenchen Sönam Lhündrub (tibetisch  glo bo mkhan chen bsod nams lhun grub; geb. 1456; gest. 1532) war ein Gelehrter der Sakya-Schule des tibetischen Buddhismus und Kommentator der Werke von Sakya Pandita Künga Gyeltshen (sa skya paṇḍita kun dga' rgyal mtshan; 1182–1251). Dessen Meisterwerk zum Pratyaksapramana (mngon sum tshad ma), das 'Tsema Rigter' („Der Schatz der Logik des Richtigen Erkennens“; tib. tshad ma rigs gter), das er mit Anmerkungen versah, ist eines der wichtigsten Werke zur buddhistischen Lehre in der traditionellen tibetischen Kultur.

## Werke
- Annotations on the Precious Theory of Pratyaksapramana, China Tibetology Publishing House, Beijing, August 1988. ISBN 7-80057-001-0 (Tshad ma rigs gter gyi 'grel pa)